# Мюлуз
Мюлу̀з (на френски: Mulhouse; на немски: Mülhausen, Мюлхаузен, на елзаски Milhüsa) е град в североизточна Франция, департамент О Рен на регион Гранд Ест. Разположен е на река Ил, близо до нейното вливане в Рейн. Населението на града е около 111 400 души (2007), а на градската агломерация – около 234 000 души (1999). Мюлуз разполага с общо летище с швейцарския град Базел, което се намира на територията на Франция.

## География

### Местоположение
Мюлузката агломерация се развива в най-крайния юг на елзаската равнина, в пространство, намиращо се между Високите Вогези на запад, река Рейн на изток и хълмовете Сундго на юг. Районът Мюлуз е отворен към останалата част на Елзас и района на Рейн на север, както и към югозападната му част, която го свързва с останалата част на Франция чрез планинския проход Труе дьо Белфор. Градът се намира на 30 км от Швейцария, 14 км от Германия и 20 км от Вогезите.

### Климат
Климатът на Мюлуз е субконтинентален и е обусловен от разположението на града в грабенова котловина. Този климат се нарича още умерен океански и представлява преходен тип климат между океанския в западната част на Елзас и континенталния на изток. Той се различава от океанския климат в три аспекта: годишна амплитуда, валежи и сила на вятъра. Разликата между най-горещите и най-студените месеци на годината е по-значителна, затова е по-студено през зимата и по-топло през лятото. Валежите са по-ниски, отколкото на запад, и интензивността на вятъра е по-ниска. Мюлузкият регион се намира в пресечната точка на няколко природни и климатични региона, а агломерацията е обект на влияние на две зони. Защитата от запад, която предлагат Вогезите, предизвиква феноменален ефект в северната част на агломерацията – валежите са слаби и температурните разлики между лятото и зимата са съществени. Южната част на агломерацията, разположена в северната част на Сундго, е много по-влажна. Тя всъщност е срещу Прохода Белфорт и е не защитена от Вогезите.

### Релеф
Територията на общината се намира в елзаската равнина. Тази рейнска грабенова котловина, която разделя Вогезите на запад от Шварцвалд на изток, възниква преди 65 милиона години при появяването на Алпите. Калиевият басейн се намира на северната граница на общината, а въглищният се разпростира на няколко километра в югоизточната ѝ част.

### Демография
През 1798 г. общината е наброявала 5500 жители, а през 2006 – 110 514 жители. След като се умножава 12 пъти между началото на XIX и началото на XX век, населението се стабилизира през междувоенния период. Отново се повишава след Втората световна война поради двата петролни шока, когато достига най-високото си ниво. Следва период на почти 25-годишен спад, който завършва в началото на 2000 г. с умерено възстановяване на населението.

### Възраст
Населението е особено младо, тъй като Мюлуз се нарежда на второ място сред градовете във Франция с повече от 100 000 млади жители, като 25,9% от населението е под 20 годшна възраст (срещу 18,3% в Париж). Възрастовата група 15 – 29 години е най-представената в населението в Мюлуз. През 1990 г., 42,4% от младите хора под 18-годишна възраст са с чуждестранен произход, 28,7% от които са от Африка или Турция.

## Транспорт

### Въздушен транспорт
Мюлуз се обслужва от EuroAirport Базел-Мюлуз-Фрайбург, разположен на 25 километра южно от града.

### Железопътен транспорт
Гар дьо Мюлуз е добре свързана с останалата част на Франция с влак, включително важни дестинации като Париж, Дижон, Безансон, Белфор, Страсбург, Лион, Марсилия, Монпелие и Лил. Някои влакове се движат до дестинации в Швейцария, като Базел, Берн и Цюрих. Има и влак до Франкфурт на Майн в Германия и услуга Eurocity, която свързва Брюксел, Люксембург, Страсбург и Базел в Мюлуз.

### Градски транспорт
Транспортът в Мюлуз се осигурява от компания Солеа и включва мрежа от автобуси и градската трамвайна мрежа, която се открива на 13 май 2006 г. Трамвайната мрежа се състои от три трамвайни линии и една трамвайно-влакова линия.

### Автомобилен транспорт
Магистрала A36 е главната ос, свързваща града със западната част на страната, с градове като Дижон, Париж и Лион. А35 е главната ос север-юг, свързваща градове като Страсбург и Базел.

## Политика
Макар градът да е най-населеният в О Рен, закъснялото му присъединяване към Френската република го лишава от статут на префектура. Всъщност границите на френските департаменти са определени на 26 февруари 1790 г., а съществуването им влиза в сила на 4 март 1790 г. По това време Мюлуз е независим град-държава. Републиката Мюлуз се обединява с Франция през 1798 г. Колмар е префектура на О Рен, а Мюлуз има само статут на под-префектура.

## История
Околностите на Мюлуз са обитавани още от палеолита, но мястото, на което днес се намира града не е имало достатъчно предимства, за да се създаде агломерация. Първото споменаване на града датира от 803 година. През единадесети век епископът на Страсбург получава владение върху голяма част от територията на Мюлуз, която дотогава е била собственост на абатства в региона. През дванадесети век територията на Мюлуз преминава в ръцете на император Фредерик I Барбароса. Към 1222 – 1224 г. Мюлуз има привилегии и е издигнат до статут на град. През 1261 г. буржоазите се разбунтуват срещу господството на епископа на Страсбург, който междувременно е превзел града и се е подчинил на Рудолф Хабсбургски. През 1308 г. Мюлуз става имперски град. Управлява се от имперски ректор и Съвет от 12 членове, в това число 4 благородници и 8 патриции. Градът заема площта на сегашния стар град. След сключването на поредица от съюзи с други градове, Мюлуз се присъединява към Декаполис през 1354 г. Занаятчиите се бунтуват през 1340 г., както и през 1350 г. и 1354 г., срещу аристократичния съвет. Но едва между 1445 г. и 1449 г. буржоазите успяват да изгонят благородниците и патрициите, обединявайки се с Австрийската камара, която обсажда Мюлуз. Атакуван от всички страни от поддръжниците на Хабсбургите и особено от благородниците, които все още са недоволни от експулсирането си, Мюлуз трябва да сключи през 1466 г. съюз с Берн и Солеър, за да получи военно подкрепление. След пожар в градската зала на 1 февруари 1551 г. е построена нова сграда, която все още съществува днес. След това градът-държава има около 2000 жители. Договорите от Вестфалия, които слагат край на Тридесетгодишната война, дават Елзас на Франция, но Мюлуз остава независим град и е съюзник на швейцарските кантони. През 1746 г. в Мюлуз е създадена първата индийска фабрика. Това е началото на индустриалното развитие на града, който има само 4000 жители. На 15 март 1798 г. малката Република Мюлуз се обединява с Франция.

## Спорт
Представителният футболен отбор на града носи името ФК Мюлуз. Състезавал се е във всички нива на френския футбол. През 1992-1994 г. в него играе българския футболен вратар Борислав Михайлов.

## Личности
Родени
- Алфред Вернер (1866 – 1919), немски химик
- Йохан Ламберт (1728 – 1777), немски математик, физик и астроном
- Уилям Уайлър (1902 – 1981), режисьор

## Побратимени градове
- Антверпен, Белгия от 1954 г.
- Бергамо, Италия
- Уолсол, Англия